# 巴黎水上巴士
巴黎水上巴士（Voguéo）是位于法国巴黎塞纳河和马恩河上的水上巴士服务，连接巴黎市区偏东南的奥斯特里茨车站和东南郊的邁松阿爾福。该水上巴士于2008年6月28日开通，与巴黎地铁、RER、公交同为巴黎大区公共交通的一部分.全线已于2011年6月5日停运。

## 历史

### 塞纳河渡轮

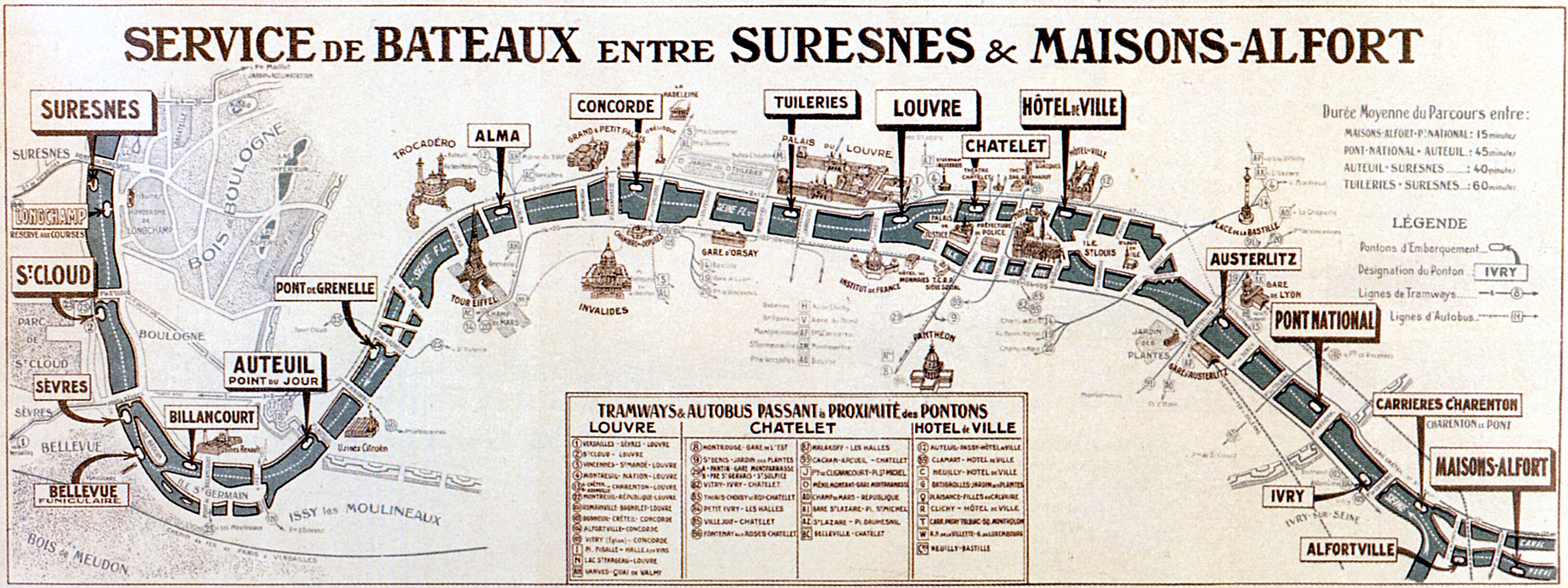
1900年的航线图

塞纳河上渡轮的历史源远流长，并且在1828年公交车开始兴起之前是巴黎地区唯一的公共交通工具。19世纪末时，有4条渡轮线行走塞纳河上，连接西部的敘雷訥和欧特伊，市中心的杜伊勒里宫和卢浮宫，以及东部的奥斯特里茨车站，沙朗通和阿布隆。1900年世博会期间，渡轮的客流量达到了顶峰，达4200万。但过了几年，随着铁路交通的迅猛发展，特别是巴黎地铁的陆续开通，塞纳河渡轮迅速遭到冷落，1913年的客流量只有1300万，一战爆发更给其致命一击，1917年，无人问津的渡轮全部停开.
1917年之前，塞纳河渡轮由巴黎船舶总公司 (Compagnie générale des bateaux parisiens) 经营，1921年，新成立的巴黎公交公司 (Société des transports en commun de la région parisienne，STCRP) 继承了船舶总公司的经营权，并新开了一条线路，连接卢浮宫和迈松阿尔福。不过当年的客流量仅有200万，远达不到塞纳省政府期待的700万，于是STCRP调低了收费，并且将线路分段经营，1923年的客流量因此提升到了近500万。但铁路交通的吸引程度仍然大大超过船舶交通，于是1926年STCRP取消了冬季班次，从11月1日至3月1日船只停开。1933年的客流量仅有130万，次年5月5日省政府决定再度停开渡轮。之后塞纳河渡轮直到1950年代才重新出现，不过是私营观光船，对游客开放.

### 水上巴士计划

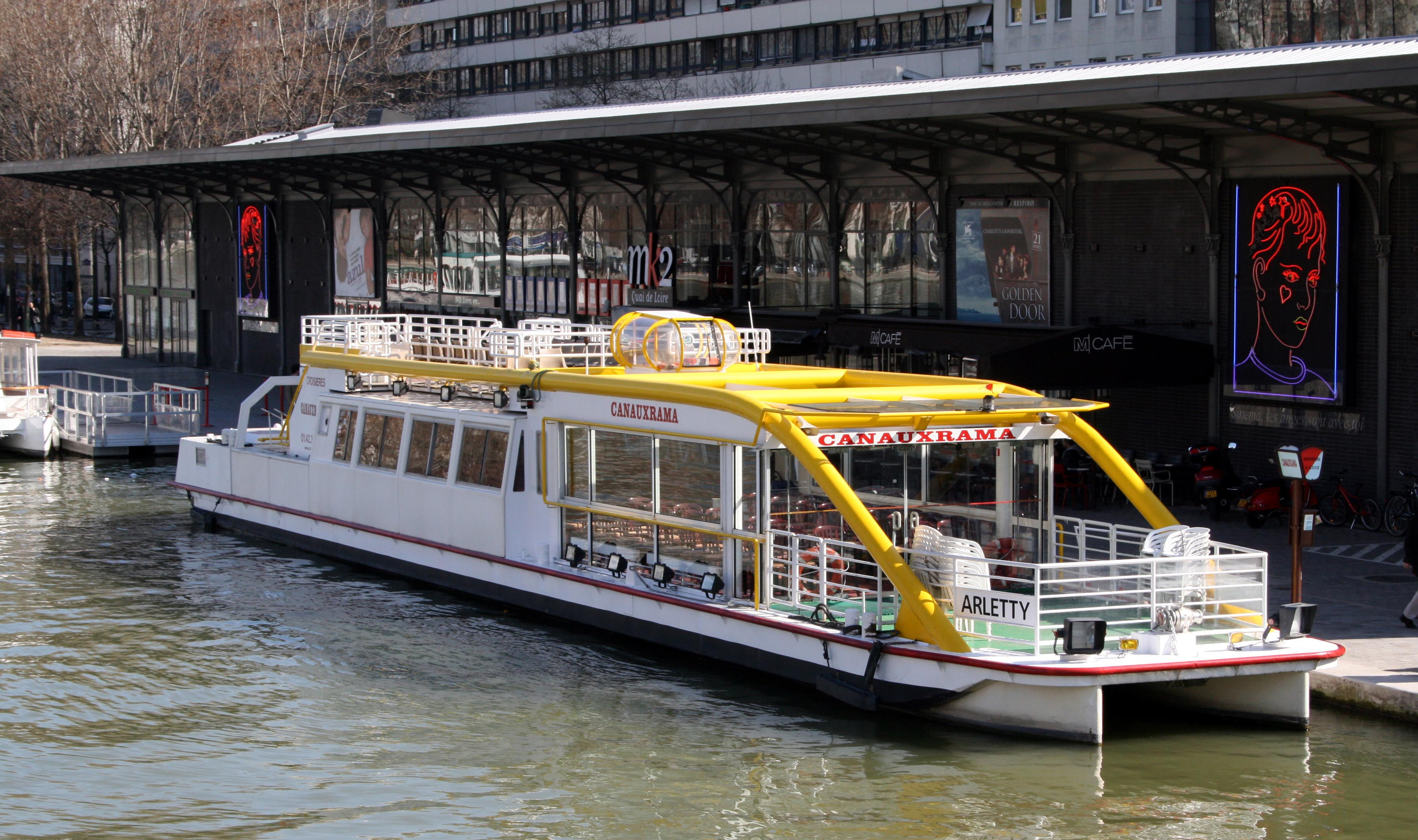
MK2影院的小艇

直到2008年之前，塞纳河上只有观光船，而没有公共交通性质的水上巴士服务。仅有Batobus公司的观光船带有些许公共交通性质，但无法和巴黎公共交通收费系统兼容。一年年票仅要55欧，而一日票却要12欧。
与此同时，在巴黎市区的圣马丁运河上开始出现了公共交通船只，而北边的MK2影院亦采用小艇运送其客户穿梭于拉维莱特港池。2003年，南特新开了一条水上巴士服务。这些都给巴黎的水上公共交通提供了样本.
2007年7月11日，法兰西岛运输联合会（Syndicat des transports d'Île-de-France，STIF）通过会议决定，在塞纳河的市区东部路段开通水上巴士服务，作为公共交通的一部分，并且收费系统和其他公共交通收费系统保持一致。10月，该水上巴士的经营权交予Batobus公司，有效期2年。同时，当局订购了4艘双体小帆船。11月22日，这条新的水上巴士线路定名为"Voguéo".

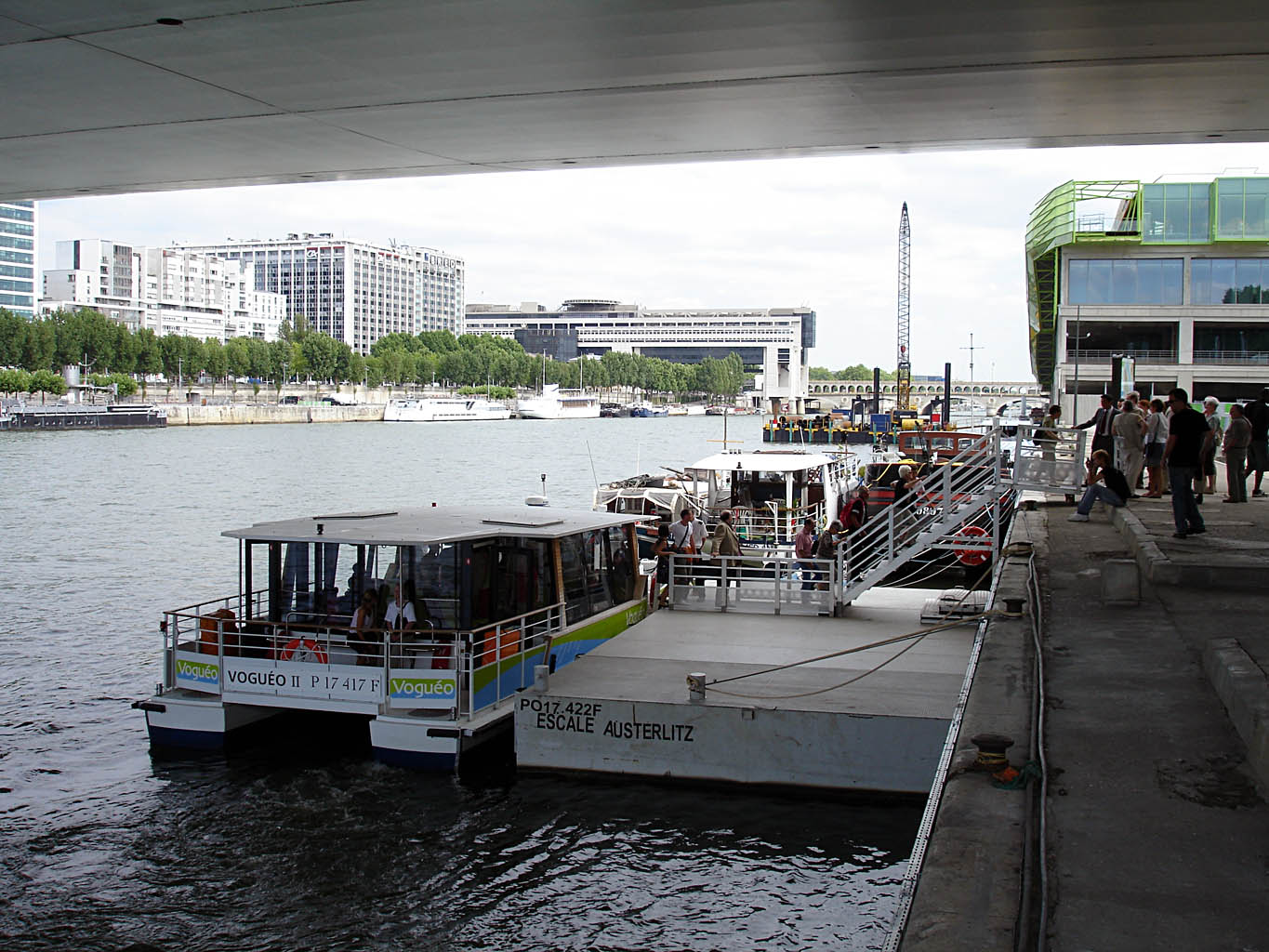
奥斯特里茨站的码头

当年年底，船舶外壳完工，次年1月，船舶开始生产，之后是船舶工场的施工上位。3月，STIF和设计商共同研究船体的装潢图案，4月，船舶工场完工，船舶开始投递，之后开始试航。5月浮桥和线路标示完成，6月进行最后一次试航.
6月28日，这条水上巴士线路正式投入运营。开通首日即有乘客排起长队，从当日16时至次日20时，就有1923人乘坐。公众意见调查随之进行，STIF根据反馈来做出各种服务增值的决策。开通75日过后，已有76000人乘坐，公众反馈大体满意，但有36%的人认为准点率欠佳.
一年之后，该线的满意率提升到了95%，但该线的使用率和天气密切相关，特别是冬季，若天气恶劣就将导致超低的使用率.
最终，由于种种原因，巴黎水上巴士在2011年6月5日全线停运，之后便再无恢复运营。

## 线路走向与停靠站列表

巴黎水上巴士的线路走向

|   |   |   |   |    | 停靠站                                                 | 区域环数 | 途经城镇              | 转乘其他列车           |
| - | - | - | - | -- | ------------------------------------------------------ | -------- | --------------------- | ---------------------- |
|   |   | o |   |    | 奥斯特里茨车站 Gare d'Austerlitz                       | 1        | 巴黎第五区 巴黎十三区 | ter Centre             |
| ⇃ |   |   | o |    | 贝西公园 Parc de Bercy                                 | 1        | 巴黎十二区            |                        |
|   | o |   |   | o↾ | 密特朗图书馆 Bibliothèque F。Mitterrand                | 1        | 巴黎十三区            | (M) · (14) · [T] · (C) |
|   |   | o |   |    | 伊夫里-曼德拉桥 Ivry Pont Mandela                      | 2        | 伊夫里                |                        |
|   |   | o |   |    | 邁松阿爾福獸醫學校 École vétérinaire de Maisons-Alfort | 3        | 邁松阿爾福            | (M) · (8)              |

## 运作

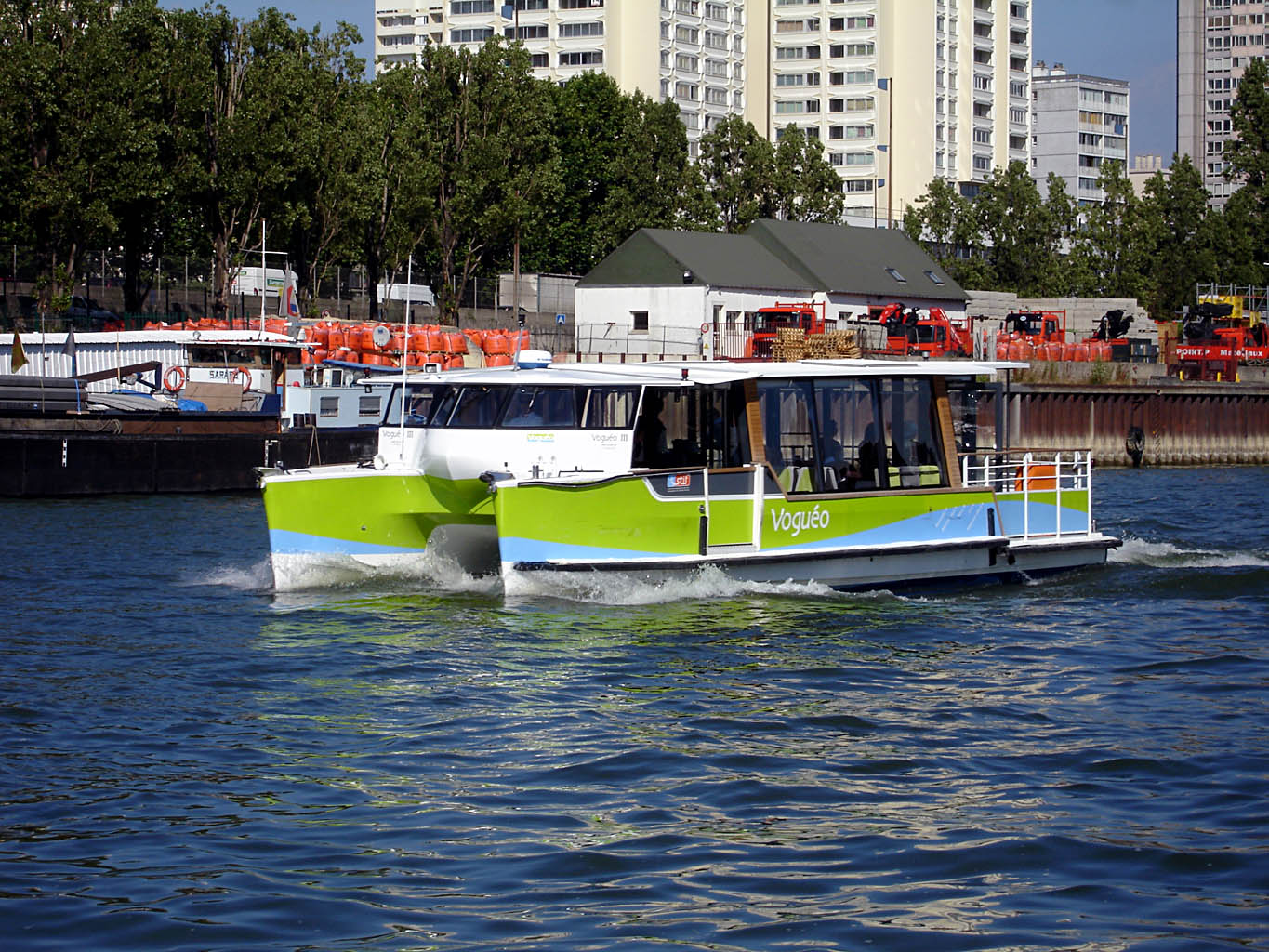
行驶中的水上巴士

启用伊始，巴黎水上巴士的班次频率目前为高峰期20分钟一班 (7时至10时和17时至20时30分)，工作日其余时间25分钟一班，节假日30分钟一班。2009年5月，STIF决定增大班次频率，高峰期15分钟一班，其余时段20分钟一班，工作日的营运时间为7时至21时左右，节假日为10时至20时35分。早先，走毕全程分别需要38分钟（南行，往上游迈松阿尔福方向）和33分钟（北行，往下游奥斯特里茨方向），后来提速到只需28分钟和25分钟即可。
水上巴士的运行时速为巴黎市区12公里，巴黎市外18公里，STIF已经考虑要解除市区限速以达到全程匀速.
一旦遇到洪水，则巴士临时停开.

## 未来计划
当局正在考虑将水上巴士线向南延伸至塞纳河畔维特里，向西延伸至敘雷訥，穿越巴黎市中心，不过现存的船闸可能会带来一些麻烦。
另外，巴黎北部平原城市合作群 (Communauté d'agglomération Plaine-Commune) 官员亦提出，在塞纳河的下游段，即巴黎西郊增开和Voguéo类似的水上巴士服务，连接敘雷訥，拉德芳斯、克利希和圣但尼，以便缓解地铁13号线的线路负载.
整个计划最终化为废纸，原因是既有的线路已停运。